# Schlüsselburg
Schlüsselburg o Shlisselburg (en ruso: Шлиссельбу́рг) es una ciudad en el óblast de Leningrado, Rusia, situado en la cabeza del río Nevá en el lago Ládoga, a 35 kilómetros al este de San Petersburgo. Desde 1944 hasta 1992, fue conocida con el nombre de Petrokrépost.  La población, según el censo ruso de 2002, era de 12.401 habitantes; según el censo del gobierno soviético de 1989, eran 12.589. El centro histórico de la ciudad forma parte, con el código 540-004,  del lugar Patrimonio de la Humanidad llamado «Centro histórico de San Petersburgo y conjuntos monumentales anexos». Por su parte, la «fortaleza Oréshek», que se encuentra en la isla Oréjovets, es el elemento con código 540-005 del mismo Lugar Patrimonio de la Humanidad.

## La fortaleza

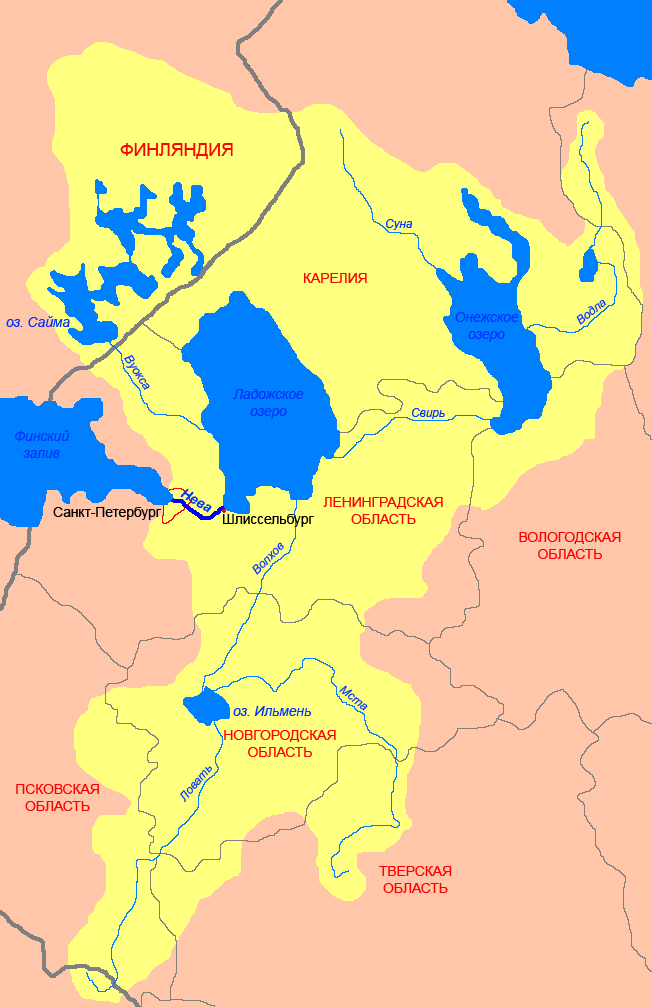
Mapa en ruso del río Nevá (Нева) en el que aparece, sobre el extremo derecho del río, Schlüsselburg (Шлиссельбу́рг)

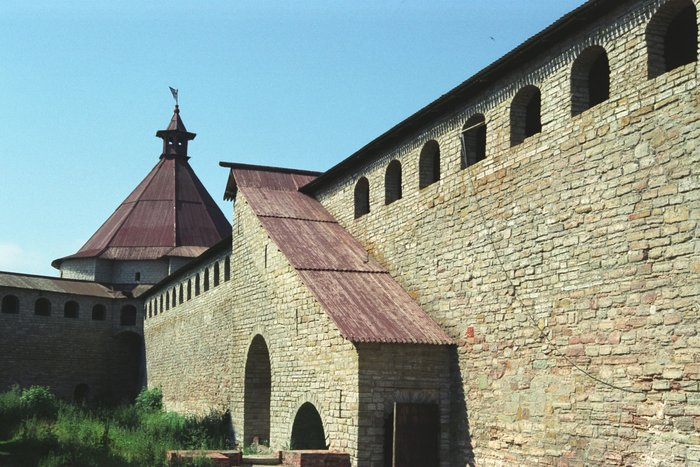
Dentro de la fortaleza

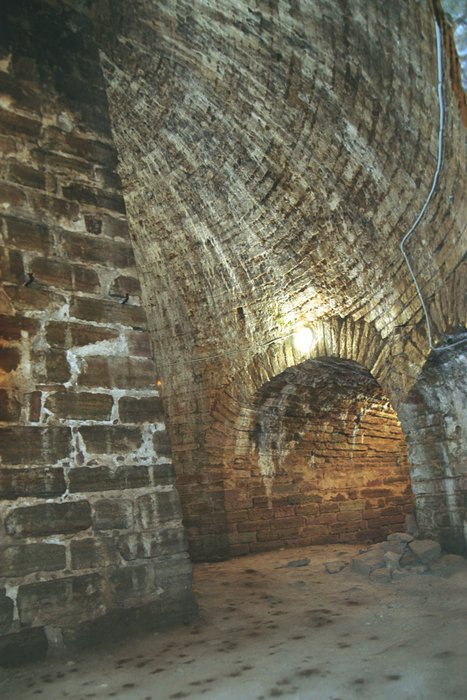
Interior de la mazmorra

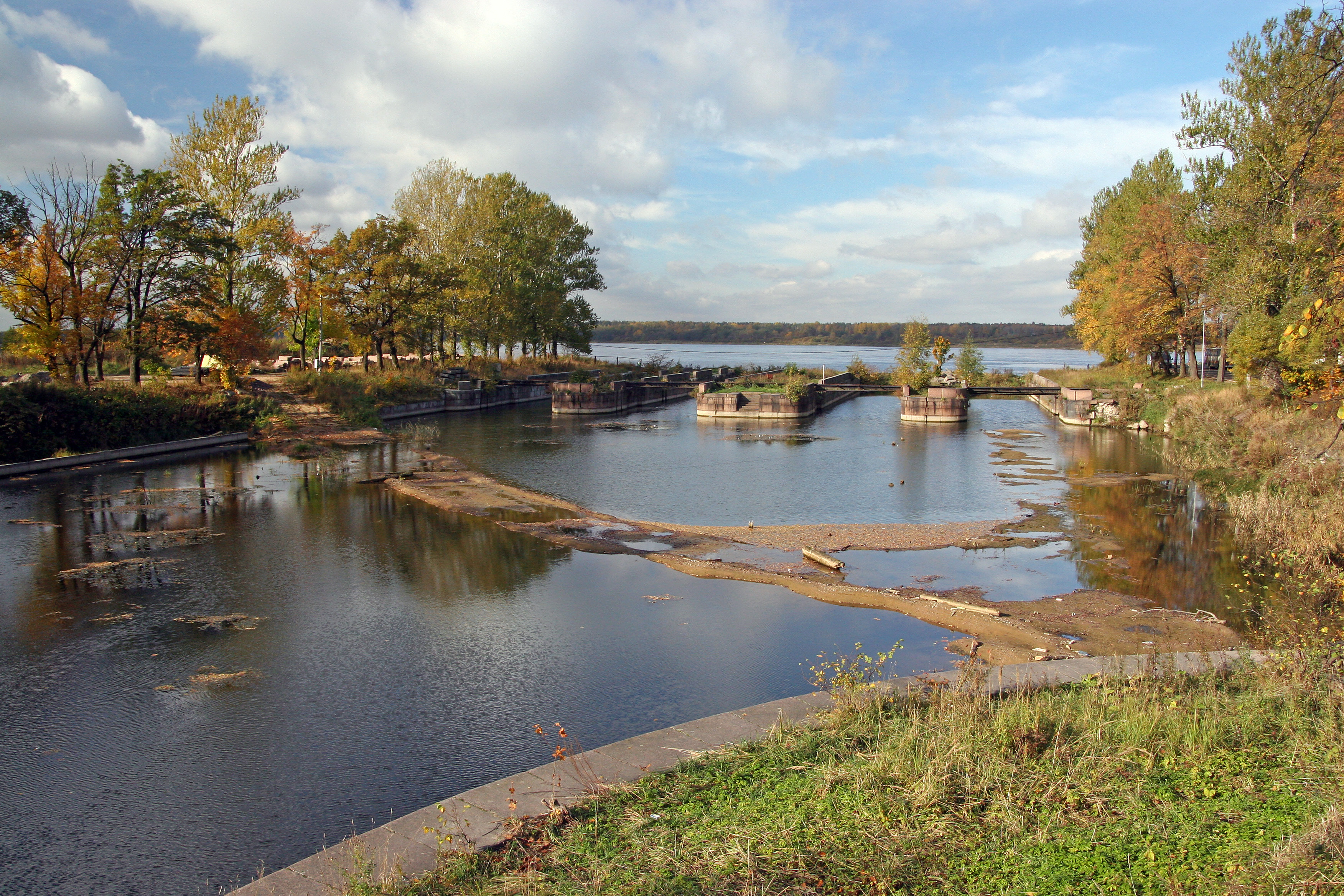
Las compuertas del canal de Ládoga

Construida en origen como una fortaleza de madera llamada Oréshek (también Oréjov) («Pequeña nuez») por el gran príncipe Yuri de Moscú (en su calidad de príncipe de Nóvgorod) en nombre de la República de Nóvgorod en 1323, guardaba el límite septentrional de Nóvgorod y el acceso al mar Báltico. La fortaleza está situada en la isla de Oréjovets, cuyo nombre se refiere a las nueces en sueco, finlandés (Pähkinäsaari/Pähkinälinna, «Isla/Fortaleza de la Nuez», en finés, Nöteborg, «Fortaleza de la Nuez», en sueco) y ruso.
Después de una serie de conflictos, se firmó un tratado de paz en Oréshek el 12 de agosto de 1323 entre Suecia y el gran príncipe Yuri de Moscú y la República de Nóvgorod que fue el primer acuerdo sobre la frontera entre la Cristiandad Occidental y la Oriental, que recorría lo que hoy es Finlandia. Un monumento de piedra moderno al norte de la Iglesia de San Juan en la fortaleza conmemora el tratado.
Veinticinco años después, el rey Magnus Eriksson atacó y brevemente tomó la fortaleza durante su cruzada en la región (1348-1352). Quedó ampliamente destruida cuando los novgorodianos retomaron la fortaleza en 1351. La fortaleza fue reconstruida en piedra en 1352 por el arzobispo Basilio Kalika de Nóvgorod (1330-1352) quien, según la Primera Crónica de Nóvgorod fue enviado por los novgorodianos después de que varios príncipes rusos y lituanos ignoraron los ruegos de la ciudad de ayudarles a reconstruir y defender el fuerte. Los restos de las murallas de 1352 se excavaron en 1969 y pueden verse justo al norte de la Iglesia de San Juan en el centro de la fortaleza actual.
El fuerte fue capturado por Suecia en 1611 durante la Guerra ingria. Como parte del Imperio sueco, la fortaleza era conocida como Nöteborg («Fortaleza de la Nuez») en sueco o Pähkinälinna en finés, y se convirtió en el centro del condado (slottslän) Nöteborg ingrio septentrional. 
En 1702, durante la Gran Guerra del Norte, la fortaleza fue tomada por los rusos de Pedro el Grande en un asalto anfibio. Fue entonces cuando recibió su nombre actual, Schlüsselburg, una transcripción de Schlüsselburg. El nombre, que significa «Fortaleza llave» en alemán se refiere a la percepción de Pedro de la fortaleza como la «llave a Ingria»".
Durante la Rusia Imperial, la fortaleza se usó como una prisión política tristemente famosa; entre sus famosos prisioneros estuvieron Wilhelm Küchelbecher, Mijaíl Bakunin y, durante 38 años, Walerian Łukasiński. Iván VI de Rusia fue asesinado en la fortaleza en 1764, y el hermano de Lenin, Aleksándr Uliánov, fue ahorcado allí también.
De diez torres, la fortaleza conserva sólo seis (cinco rusas y una sueca). Los restos de una iglesia en el interior de la fortaleza fueron transformados en un memorial a los defensores de la fortaleza. Desde 2003 se celebra un concierto de rock en ella. También hay un museo de prisioneros políticos del Imperio Ruso, y una pequeña colección de artillería de la Segunda Guerra Mundial.

## La ciudad
Pedro el Grande fundó en 1702 la ciudad en el continente enfrente de la fortaleza de la isla. No conserva muchos edificios históricos, aparte de un puñado de iglesias del siglo XVIII. Quizá el monumento más señalado sea el viejo canal de Ládoga, comenzado por Pedro el Grande en 1719 y acabado con la guía del mariscal de campo Münnich doce años después. El canal discurre a lo largo de 104 verstas; sus compuertas de granito datan de 1836.
Durante la Segunda Guerra Mundial, la ciudad (no la fortaleza) fue capturada por los alemanes. La reconquista de Schlüsselburg en 1943 por fuerzas soviéticas reabrió el acceso a la asediada Leningrado. Entre 1944 y 1992, el nombre de la ciudad fue rusificada como Petrokrepost (literalmente, «Fortaleza de Pedro»). Schlisselburg recuperó su nombre antiguo después de la caída de la Unión Soviética.